# Ligidium tenue
Ligidium tenue är en kräftdjursart som beskrevs av Gustav Budde-Lund 1885. Ligidium tenue ingår i släktet Ligidium och familjen gisselgråsuggor. Inga underarter finns listade i Catalogue of Life.